# Marian Dziurowicz
Marian Dziurowicz (ur. 16 lipca 1935 w Sosnowcu, zm. 21 czerwca 2002 w Katowicach) – polski działacz sportowy, prezes Polskiego Związku Piłki Nożnej.
Ojciec Piotra Dziurowicza, również działacza sportowego (byłego prezesa GKS Katowice).

## Życiorys
Ukończył studia na Wydziale Górniczym Politechniki Śląskiej w Gliwicach, został doktorem nauk technicznych w zakresie górnictwa. Przez wiele lat pracował na różnych stanowiskach w przemyśle górniczym. W młodości grał w piłkę nożną w Stali Sosnowiec i Włókniarzu Sosnowiec oraz był wicemistrzem Śląska w tenisie stołowym. W latach 60. prezes klubu Siła Mysłowice.
Od 1976 związany z GKS Katowice, najpierw jako pierwszy wiceprezes, a od 1988 jako prezes. Wykonywanie obowiązków zawiesił w lipcu 1995. Współtwórca największych sukcesów w historii klubu: w latach 1988–1995 GKS Katowice czterokrotnie zdobywał wicemistrzostwo Polski w piłce nożnej, dwukrotnie zajmował trzecie miejsce w lidze, dwukrotnie zdobywał Puchar i Superpuchar Polski.
Od końca lat 80. działał w najwyższych władzach Polskiego Związku Piłki Nożnej: od czerwca 1989 członek Komitetu Wykonawczego i wiceprezes ds. ligi, a od czerwca 1991 członek prezydium i wiceprezes ds. finansowych, zaś od maja 1991 prezes Śląskiego Związku Piłki Nożnej.
3 lipca 1995 został wybrany na prezesa Polskiego Związku Piłki Nożnej.
Jego przeciwnicy zarzucali mu autorytarny styl kierowania związkiem oraz oskarżali go o nadużycia finansowe oraz szereg innych nieprawidłowości, co jednak nigdy nie zostało potwierdzone. W kwietniu 1998 popadł w konflikt z szefem Urzędu Kultury Fizycznej i Turystyki Jackiem Dębskim. Wobec odmowy przez władze związku przyjęcia kontroli UKFiT, 21 kwietnia Jacek Dębski zawiesił władze PZPN, w tym Mariana Dziurowicza. Odwołał swoją decyzję 7 sierpnia 1998 wobec groźby wykluczenia polskich drużyn z rozgrywek międzynarodowych oraz po udzieleniu przez władze PZPN zgody na przeprowadzenie kontroli w związku.
Marian Dziurowicz pozostawał na stanowisku prezesa do końca czerwca 1999, kiedy to przegrał wybory na prezesa PZPN i został zastąpiony przez Michała Listkiewicza. Po przegranej w wyborach całkowicie zrezygnował z działalności w PZPN.
W 2001 bez powodzenia kandydował do Sejmu z listy Polskiego Stronnictwa Ludowego (należał do tej partii) w okręgu katowickim. Zmarł 21 czerwca 2002 w katowickim szpitalu.

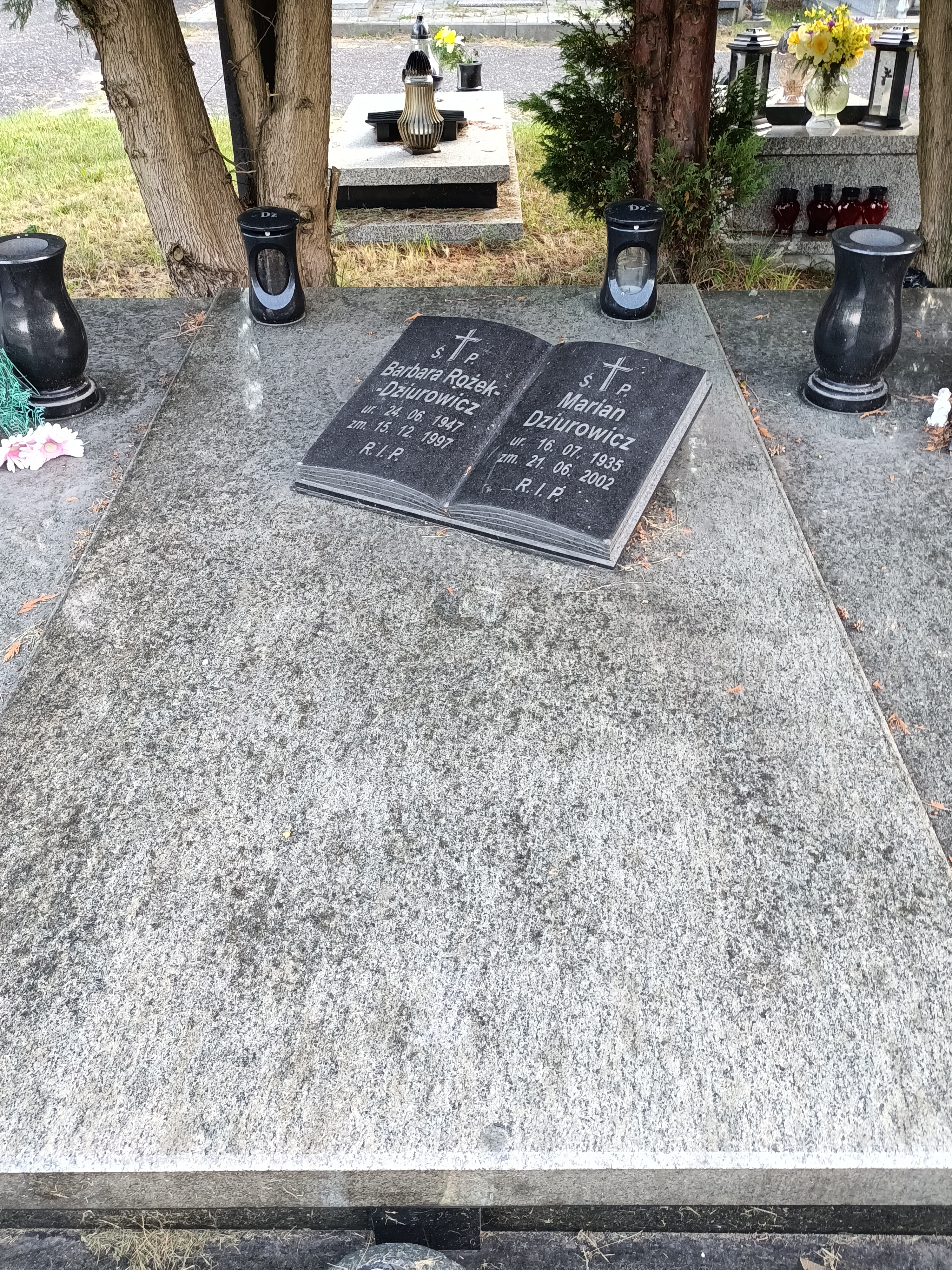
Grób Mariana Dziurowicza